# Strandhugg paa Kavringen
Strandhugg paa Kavringen, även Strandhugg på Kavringen, är en norsk svartvit stumfilm (drama, komedi) från 1923. Filmen regisserades av Gunnar Nilsen-Vig och Trygve Dalseg och i huvudrollen som Silas ses Svein Lysell.

## Handling
Den olycklige Silas är hunsad av sin fru. En dag skickar frun honom för att köpa fisk. Han får pengar av frun och för dessa och några slantar han sparat själv tar han sig först en rejäl sup. Han måste också köpa fisk, annars vågar har inte komma hem till frun. Han bestämmer sig för att fånga fisken själv. Han lånar en båt med fiskesaker och ger sig ut på havet. Fiskelyckan uteblir dock och han söker tröst i de starka drycker han har med sig. Han somnar och i drömmen gör han ett strandhugg på Kavringen. Skattsökare, blodtörstiga sjörövare och en okänd skönhet korsar hans väg, men Silas avvärjer alla faror. Alla utom en: Hans fru har kommit honom på spåren och visar sig plötsligt. Silas äventyr får ett sorgligt slut.

## Rollista
- Svein Lysell – Silas
- Lizzie Florelius – Silas fru
- Katja Wallier – främmande kvinna
- Chat Noirs balett – kvinnor på Kavringen
- Astri Dahl – kvinna på Kavringen
- Leif Enger – skurken

## Om filmen
Strandhugg paa Kavringen är Nilsen-Vigs och Dalsegs filmregidebut. I Nilsen-Vigs fall var det också den enda film han regisserade. Han skrev också filmens manus, fotade och klippte. Filmen producerades av Norvegia Film-Co. med Dalseg som produktionsledare. Den hade premiär den 3 december 1923 i Norge och distribuerades av Specialfilms AS.
Filmen innehåller norsk films första trickfilmning: En motorbåt ses sväva över ett skär för att sedan landa på andra sidan. Trickfilmningen gjordes troligen genom att en grupp kraftkarlar drog båten. När bilderna sedan sattes samman uppstod en illusion.
Strandhugg paa Kavringen gjordes med Mack Sennetts filmer från 1910-talet som förebild.